# Глибочок (Гощанська селищна громада)
Глибочо́к — село в Україні, у Гощанській селищній громаді Рівненського району Рівненської області. Населення становить 213 осіб.

## Історія
У 1906 році село Аннопільської волості Острозького повіту Волинської губернії. Відстань від повітового міста 25 верст, від волості 12. Дворів 33, мешканців 222.
12 червня 2020 року, відповідно до розпорядження Кабінету Міністрів України № 722-р від «Про визначення адміністративних центрів та затвердження територій територіальних громад Рівненської області», увійшло до складу Гощанської селищної громади.
19 липня 2020 року, в результаті адміністративно-територіальної реформи та ліквідації Гощанського району, село увійшло до складу новоутвореного Рівненського району.

## Населення
Згідно з переписом УРСР 1989 року чисельність наявного населення села становила 251 особа, з яких 115 чоловіків та 136 жінок.
За переписом населення України 2001 року в селі мешкало 206 осіб.

### Мова
Розподіл населення за рідною мовою за даними перепису 2001 року:
| Мова       | Чисельність | Відсоток |
| ---------- | ----------- | -------- |
| українська | 212         | 99,53%   |
| російська  | 1           | 0,47%    |
| Усього     | 213         | 100%     |

## Уродженці села
- Священик Фрол Йосипчук— настоятель Спасо-Преображенського храму села Голінка Чернігівської області (1953—1955).